# Hosta yingeri
Hosta yingeri är en sparrisväxtart som beskrevs av Samuel Boscom Jones. Hosta yingeri ingår i släktet funkior, och familjen sparrisväxter. Inga underarter finns listade i Catalogue of Life.